# Elytrimitatrix sharonae
Elytrimitatrix sharonae är en skalbaggsart som beskrevs av Santos-silva och Hovore 2008. Elytrimitatrix sharonae ingår i släktet Elytrimitatrix och familjen långhorningar.
Artens utbredningsområde är Guatemala. Inga underarter finns listade i Catalogue of Life.